# Alte Burg (Frankfurt-Praunheim)
Die Alte Burg war eine aus einem karolingischen Königshof hervorgegangene mittelalterliche Burganlage der Herren von Praunheim (jüngere Linie) inmitten von Praunheim, heute ein Stadtteil von Frankfurt am Main.

## Lage

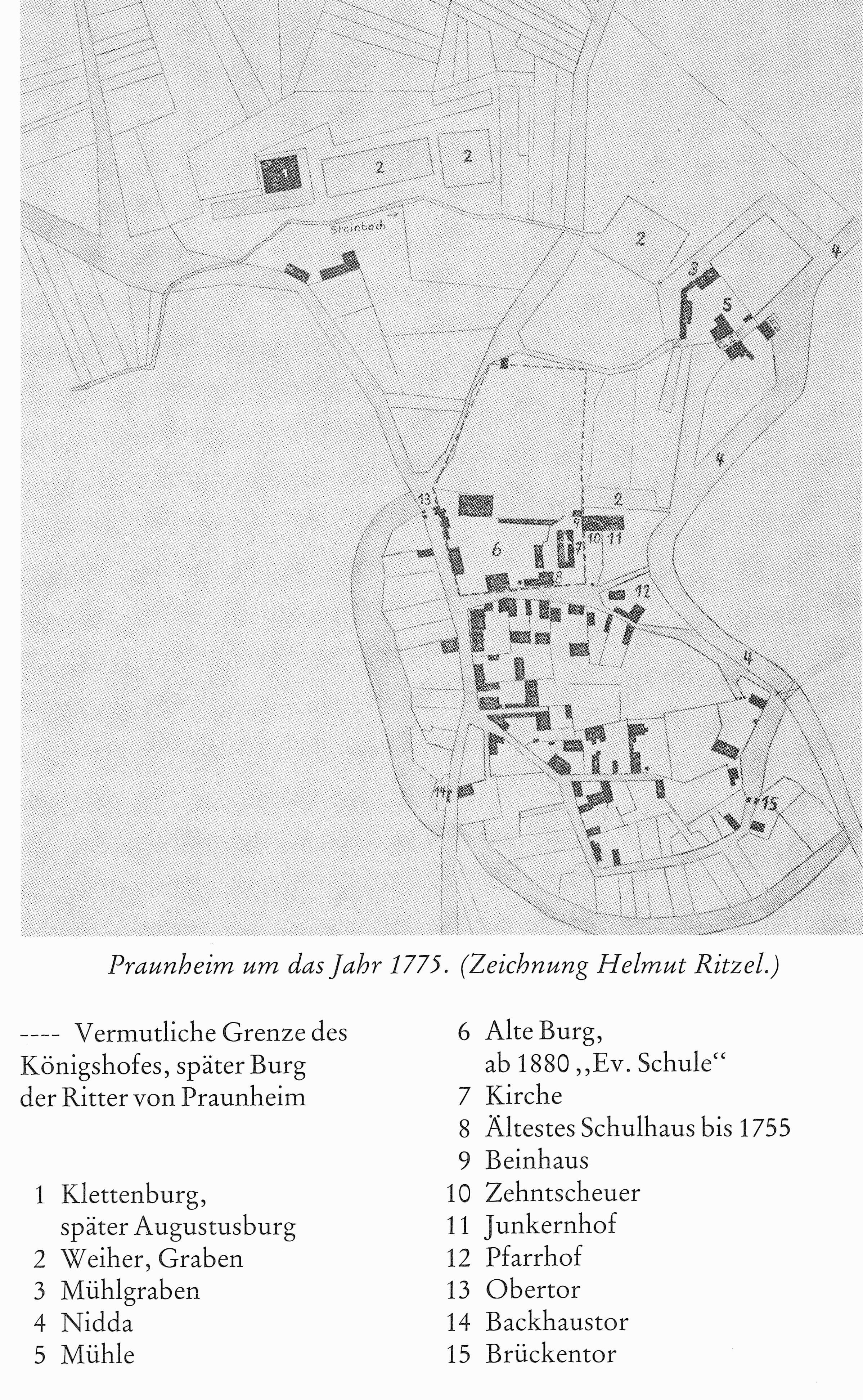
Die Lage der Burg auf einer Kartenskizze, die Praunheim um etwa 1775 darstellt.

Die Fläche umfasste die 1132 erstmals erwähnte Praunheimer Kirche als südliches Ende. Die Graebestraße bis zur heutigen Straße „An der Praunheimer Mühle“ begrenzte die Anlage in Ost-West-Richtung. Die Straßen „Alt-Praunheim“ bzw. „In der Römerstadt“ bildeten die nördliche Begrenzung. Sie schloss das Gelände der heutigen Kirche mit ein, liegt nach der Einmündung des Steinbachs und des von ihm abgeteilten Mühlgrabens in die Nidda im ursprünglichen Entstehungsgebiet des alten Praunheims.

## Geschichte
Die abgegangene Ortsburg entstand aus einem ehemaligen Königshof in Praunheim.
Dieser ist seit 804 in pago Nitinsae belegt. Vor 1323, vermutlich zu Beginn/Mitte des 12. Jahrhunderts, geht Ort und Burg als Lehen an die Herren von Praunheim, die den ehemaligen Königshof zu ihrem Burgsitz nehmen und der Lehenshof der Herren von Praunheim (jüngere Linie) wird.
Die Pfarrrechte dagegen wurden schon 1132 vom Mainzer Erzbischof Adalbert I. von Saarbrücken nach Inbesitznahme an den Domstift St. Martin vergeben. 1323 verloren die Praunheimer ihr Reichslehen. Ludwig der Bayer vergab es für eine Pfändungslösung an die Grafen von Hanau. Nun als Lehen von Hanau empfangen übernahmen die Hanauer 1356 das Lehen nach einer Pfandsummenerhöhung des Kaisers auf 500 Gulden. Ab 1412 gelangte Kurmainz in halben Besitz, 1452 veräußert Mainz seinen Anteil an Dorf und Burg an das Haus Cronberg. Dieser Anteil war mit 400 Gulden auf Wiederkauf beziffert. Bis 1470 besaßen die Praunheimer noch ein Viertel Anteile an Burg, Hohem Haus sowie Dorf und Gericht. Spätestens mit den Teilungen hat die Burg ihre Funktion als Stammsitz verloren. Mit den Kondominatsherren geht zwangsläufig die Zerteilung einher, der nach und nach in einen Abriss bzw. Umfunktion der Burgteile mündete. Schon ab 1441 ist der spätere Sitz einer weiteren Praunheimer Linie, die Klettenburg, urkundlich, deren Grund und Boden als Lehensbesitz 1381 von König Wenzel von Luxemburg um der Dienste und Treue willen an Henne von Praunheim übereignet wird. Spätestens um diese Zeit wird auch der Praunheimsche Junkernhof vor der Alten Burg hin zur Nidda entstanden sein.
Ein Schulgebäude bei der heutigen Straße Alt-Praunheim 46 ist bis 1880 belegt. An dieser Ecke war gleichfalls ein Ziegenmarkt bis um 1900 belegt. Anschließend befand sich an dieser Stelle eine Tankstelle. Letzter Rest der abgegangenen Burg ist das alte Doppeltor zum Burghof, dass 1911 nach Kronberg verkauft wird.

## Beschreibung
Aus den Verkaufsbriefen zu Beginn des Dreißigjährigen Krieges wird die Burg, als von einer hohen Mauer mit Wehrgang umgeben, beschrieben. Neben dem Adligen Haus, ein Herrenhaus oder Palas mit Gewölbekeller, umfasste das Areal einen Burggarten, den alten steinernen Stock, eine große Scheuer und einen Ziehbrunnen. Die Kirche war Teil des Burgbereiches, war aber ein eigenes abgemauertes Areal, die Zehntscheune und der damalige angrenzende Junkernhof (Stockhof) lagen südlich daran anschließend aber schon außerhalb des Burggeländes. Der Zehnt stand aber nicht den Praunheimern zu, sondern ging an das St. Leonhardsstift. Dieses hatte auch von 1318 bis 1803 das Patronatsrecht der im Burgareal eingeschlossenen Kirche. Die östlich angrenzende Mühle zwischen Steinbach und Nidda muss im Besitz der Burg gewesen sein, war also Teil des Lehensbesitzes der Praunheimer, da sie in den Verkaufsurkunden des Mittelalters als „liegt auf herrschaftlichem Grund und Boden“ bezeichnet wird und später stets Pachtzins an die Besitzer des Burgareals zu zahlen hatte.
Das Hoftor an der Ecke Alt-Praunheim/Graebestraße wurde 1911 an die Burg Kronberg verkauft, stand allerdings noch bis ca. 1976. Von der Burg sind heute einzig Teile der südlichen Burgmauern um die Kirche bis zur Praunheimer Zehntscheune und dem späteren Herrenhaus, dem sogenannten Junkerhof, erhalten.
Die Alte Burg ist nicht zu verwechseln mit der weiter nördlich außerhalb des Ortskerns gelegenen Klettenburg, auf welche heute noch Straßennamen (Augustenburgstraße, Am alten Schloß, Im Burgfeld) hinweisen.

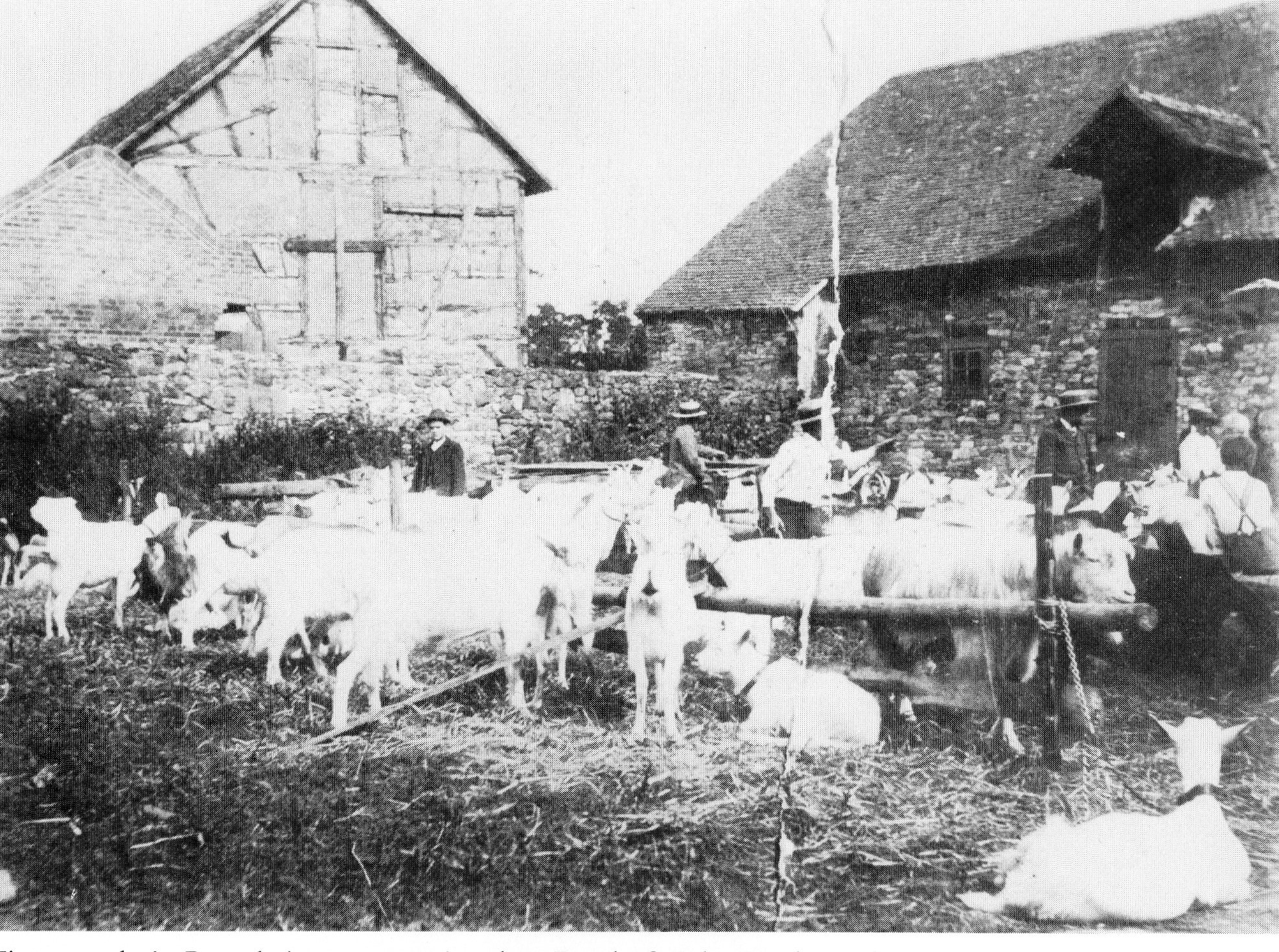
Ziegenmarkt in Praunheim um 1900 im alten Burghof, Ecke Graebestraße/Alt Praunheim
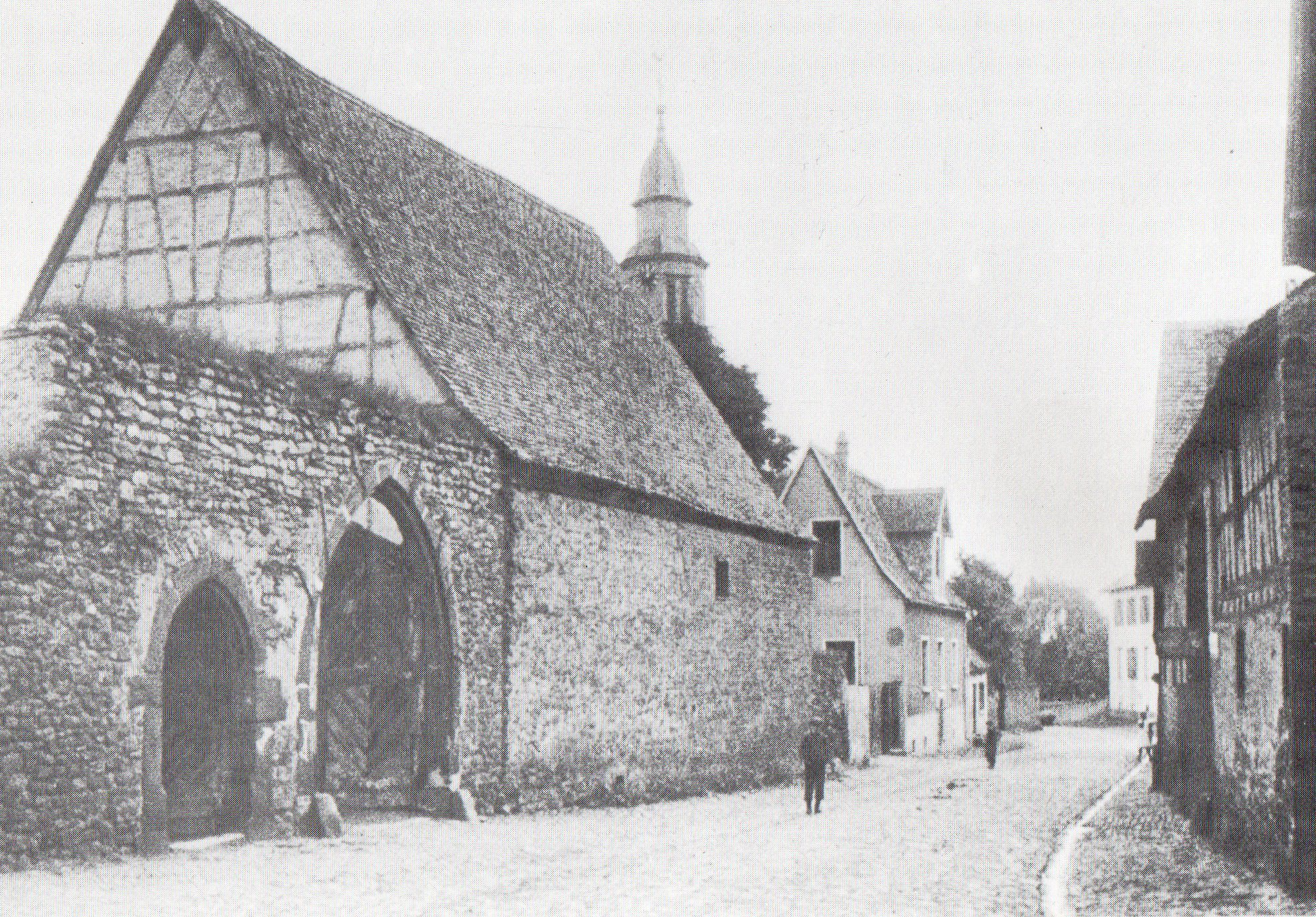
Burgtor zu Praunheim mit Blick zur Kirche, das dem Burgtor folgende Fachwerkgebäude hat als Außenwand die Burgmauer, das dahinterliegende ehemalige alte Schulhaus (bis 1755) ist bereits durch ein neueres oder umgebautes Wohnhaus ersetzt und liegt schon auf dem extra abgemauerten Kirchengelände.
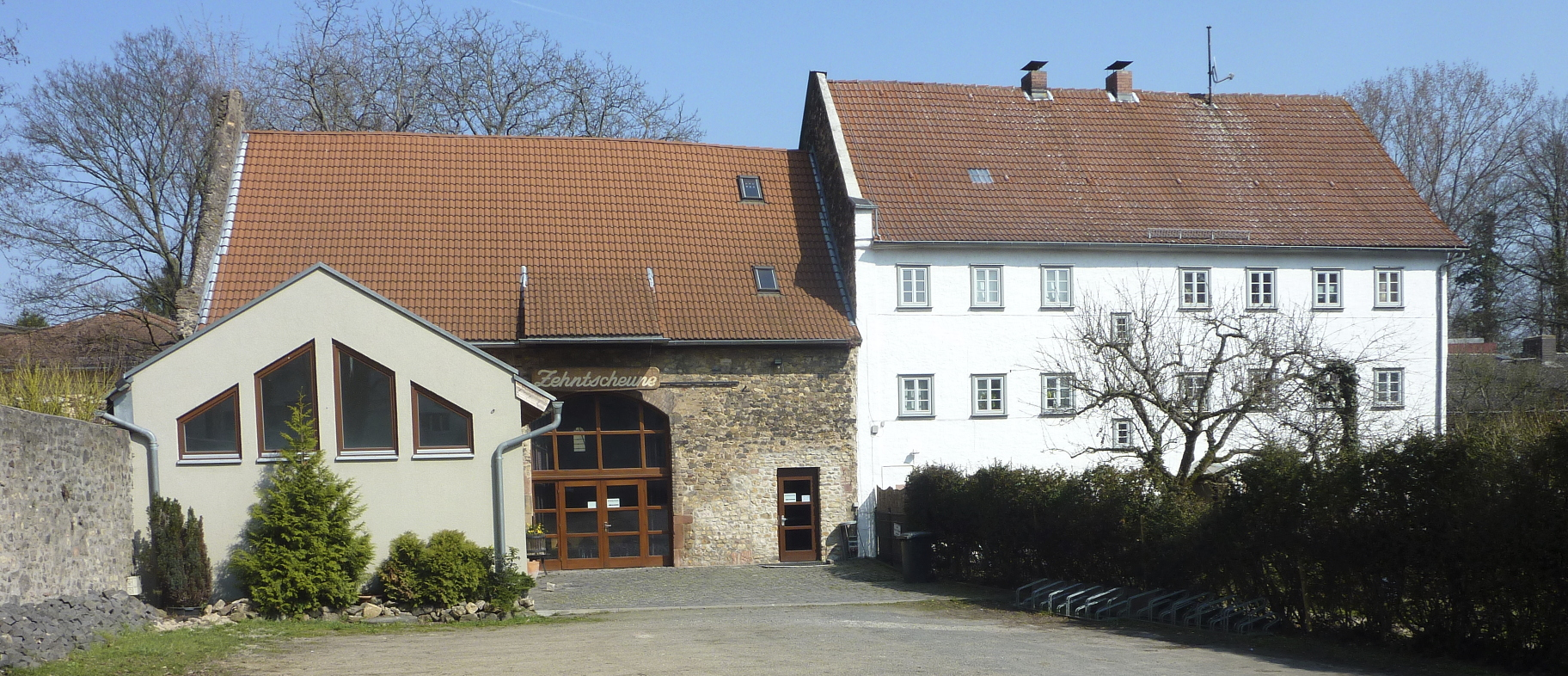
Die Zehntscheune. Rechts daneben das spätere Herrenhaus des Junkernhofs (Stockhof) der Praunheimer. Links der südöstliche Mauerrest des Burgareals, hier zum separat abgegrenzten Areal der heutigen evangelischen Auferstehungskirche Praunheim